# Mount McQuillan
Der Mount McQuillan ist ein 1575 m hoher Berg auf Vancouver Island in der kanadischen Provinz British Columbia.
Der 1575 m hohe Berg befindet sich 21 km (13 mi) südöstlich von Port Alberni und 13 km (8 mi) südlich des Mount Arrowsmith. Am Berg entspringt der Rift Creek, ein Nebenfluss des Nitinat River. Das Becken am Kopf des McQuillan Creek, der von der Nordflanke des Hauptgipfels und seinem westlich gelegenen kleineren Gipfel verläuft, wird King Solomon Basin genannt. Das Gewässer an der Spitze des Franklin River wird Father and Son Lake genannt.